# L'Unità
L'Unità [luniˈta] foi um jornal de esquerda italiano, fundado por Antonio Gramsci em 12 de fevereiro de 1924. O jornal foi fechado em 31 de julho de 2014.